# Banque privée
Une banque privée est une banque qui rend des services financiers très personnalisés et sophistiqués (private banking en anglais), souvent résumés sous l'expression « gestion de fortune », à des particuliers détenant un patrimoine net.
À l'origine familiales avec un engagement personnel du banquier privé sur sa fortune familiale, elles sont parfois des départements spécialisés des banques de réseau généralistes, qui procurent à leur clientèle haut de gamme des services de niveau analogue à ceux d'une banque privée indépendante. Quelques groupes préfèrent disposer d'une filiale spécialisée dans la banque privée.
Certains groupes bancaires considèrent d'ailleurs que leur activité de gestion de fonds d'investissement, voire d'agent de change en bourse, ressort plus de la banque privée que de la banque d'investissement. Cela résulte tant des différences d'approche commerciales et techniques entre ces deux métiers que de la nécessité d'établir entre eux une barrière juridique et déontologique. Ce principe dit de la « muraille de Chine » entre leurs services aux particuliers et ceux liés aux financements des entreprises cotées évite notamment le délit d'initié et celui de manipulation des cours.
En Europe, il existe des centres financiers qui sont davantage orientés vers une clientèle domestique (Francfort, Paris, Bruxelles) alors que d'autres centres se distinguent surtout pour la présence d'une clientèle internationale (Monaco, Genève, Zurich, Londres et Luxembourg).
Selon une étude Capgemini portant sur les High Net Worth Individuals, les actifs sous gestion dans le monde entier se situeraient à 58 668,3 milliards de dollars en 2015. Par zone géographique, ces actifs sont répartis comme suit : Asie-Pacifique 32,1 %, Amérique du Nord 29,3 %, Europe 27,8 %, Amérique Latine 6,8 %, Moyen-Orient et Afrique 4 %.

## Gestion privée et gestion de fortune
Il existe une différence entre ces termes. La différence se fait au niveau du montant confié par un particulier à la banque privée X ou Y. En France et en moyenne on parle de, :
- gestion patrimoniale pour des montants confiés entre 150 k€ et 1 M€ ;
- gestion privée pour des montants confiés entre 1 M€ et 5 M€ ;
- gestion de fortune des montants confiés de plus de 5 M€.

Quant au family office ou gestion de grande fortune, il s'agit tout simplement d'une offre très haut de gamme réservée à des familles très fortunées.
Outre la différence du patrimoine confié à la banque, le service proposé par cette dernière varie également.
- En gestion patrimoniale et privée, les banques proposent de la gestion sous mandat ou de la gestion conseillée, de l'immobilier, des fonds de commerce, etc.
- En gestion de fortune, on ajoutera à ces services des propositions d'investissements diversifiés et plus haut de gamme, comme dans des vignobles, des objets d'art, l'immobilier de luxe, les voitures, etc. Et surtout, en gestion de fortune, un conseiller a beaucoup moins de clients dans son portefeuille qu'en gestion privée, la relation est beaucoup plus personnelle.
- En family office, le banquier devient pratiquement l'interlocuteur central et unique pour toutes les activités du client. Le banquier peut proposer des lieux de vacances, arranger l'achat et souvent gérer l'ensemble des biens de son client et de sa famille, le conseiller dans ses placements, ses relations, les successions.

## Notion de «banque privée» et de «banquier privé» en Suisse
En Suisse, il existe trois types d'établissements principalement actifs dans la gestion de fortune - ou private banking :
- il y a, d'une part, les « banques privées » qui sont des établissements organisés sous la forme de la société anonyme. Outre la gestion de fortune, ces banques pratiquent également la gestion d'actifs ou l'intermédiation[4]. Parmi celles-ci, on trouve les banques Pictet, Lombard Odier, Banque Bonhôte & Cie SA, Mirabaud et Gonet[5],[6],[7],[8],[9],[10],[11] ;
- il y a, d’autre part, les banques organisées sous la forme de « banquiers privés » et qui répondent à une définition stricte mentionnée dans la Loi fédérale sur les banques. Ces maisons de banque revêtent la forme juridique de la raison individuelle, de la société en nom collectif, ou en commandite[12]. Elles comptent dans leurs rangs au moins un associé indéfiniment responsable des engagements de la banque[13],[14]. Ces caractéristiques permettent d'une part une plus grande implication des dirigeants (intéressés aux dividendes) et d'autre part une prise de risque plus raisonnée, du fait de la responsabilité illimitée et solidaire des associés. Par suite de la pression des places financières internationales qui acceptent difficilement ce modèle, il y en a de moins en moins[15]. Les banquiers privés sont aujourd'hui au nombre de six: Baumann & Cie, Bordier & Cie, E. Gutzwiller & Cie, Mourgue d’Algue & Cie, Rahn+Bodmer Co. et Reichmuth & Co ;
- il y a, enfin, les banques de gestion, parmi lesquelles on compte entre autres Julius Baer, UBS, Rothschild ou Vontobel.

Sinon, de nombreux autres établissements pratiquent la gestion de fortune en Suisse, comme les grandes banques ou les banques cantonales, pour qui l’activité de gestion de fortune n’est qu’une branche d’activité parmi d’autres, telle que la banque commerciale, l’activité de crédit ou la banque d’affaires.